# Slavičići
Slavičići (en cyrillique : Славичићи) est un village de Bosnie-Herzégovine. Il est situé dans la municipalité de Foča-Ustikolina, dans le canton du Podrinje bosnien et dans la fédération de Bosnie-et-Herzégovine. Selon les premiers résultats du recensement bosnien de 2013, il abrite une population inférieure ou égale à 10 habitants.
Avant la guerre de Bosnie-Herzégovine, le village faisait partie de la municipalité de Foča ; à la suite des accords de Dayton (1995), il a été rattaché à la municipalité de Foča-Ustikolina nouvellement créée et intégrée à la fédération de Bosnie-et-Herzégovine.

## Démographie

### Évolution historique de la population
| 1948 | 1953 | 1961 | 1971 | 1981 | 1991 | 2013 |
| ---- | ---- | ---- | ---- | ---- | ---- | ---- |
| -    | -    | 220  | 218  | 170  | 85   | ≤ 10 |

|  |